# Крынки (Херсонская область)
Крынки́ (укр. Кринки́) — село в Алёшковской городской общине Херсонского района Херсонской области Украины.
Почтовый индекс — 75110. Телефонный код — 5542. Код КОАТУУ — 6525081502.

## Российское вторжение в Украину
24 февраля 2022 года село оккупировали ВС РФ.
6 июня 2023 года было на время затоплено из-за разрушения Каховской ГЭС.
В середине октября 2023 года Вооружённые силы Украины высадились на левый берег Днепра в районе села, где активизировались боевые действия.
16 июля 2024 года появилось сообщение об отходе украинских сил из Крынок. После этого 17 июля ВСУ сообщили, что основные позиции украинских военных были уничтожены огнём ВС РФ.
В ходе ожесточённых боёв село было полностью уничтожено.

## Население
Население по переписи 2001 года составляло 991 человек.

### Языковой состав
Родной язык населения по данным переписи 2001 года:
| Язык       | Численность, чел. | Доля     |
| ---------- | ----------------- | -------- |
| Украинский | 894               | 90,21 %  |
| Русский    | 92                | 9,28 %   |
| Другое     | 5                 | 0,51 %   |
| Итого      | 991               | 100,00 % |

## Местный совет
75110, Херсонская обл., Алёшковский р-н, с. Казачьи Лагери, ул. Мичурина, 85